# Рид, Тайлер
Тайлер Марк Рид (англ. Tyler Mark Reid; род. 2 сентября 1997, Лутон, Восточная Англия) — английский футболист, защитник клуба ВПС.

## Карьера

### Начало карьеры
Воспитанник футбольной академии лондонского «Арсенала». В июле 2012 года футболист перебрался в структуру «Манчестер Юнайтед». В июле 2016 года футболист перешёл в «Суонси Сити», с которым подписал трёхлетнее соглашение. В клубе футболист продолжил выступать на юношеском и молодёжном уровнях. В январе 2018 года футболист на правах арендного соглашения присоединился к клубу «Ньюпорт Каунти». Однако закрепиться в основной команде у футболиста не вышло, большую часть сезона проведя на скамейке запасных. По окончании срока арендного соглашения футболист покинул клуб. За основную команду «Суонси Сити» футболист дебютировал 28 августа 2018 года в матче Кубка Английской футбольной лиги против клуба «Кристал Пэлас», выйдя на замену на 61 минуте. Затем футболист продолжил выступать за молодёжную команду клуба.
В июне 2019 года футболист перешёл в «Суиндон Таун», подписав двухлетний контракт. Провёл за клуб несколько матчей и затем в ноябре 2019 года на правах арендного соглашения присоединился к клубу «Рексем». В клубе футболист также не смог закрепиться и в январе 2020 года был отозван назад в «Суиндон Таун», вместе с которым по итогу стал победителем чемпионата. В октябре 2020 года футболист покинул клуб, расторгнув контракт по соглашению сторон. Затем футболист сразу же на правах свободного агента присоединился к клубу «Уокинг». Однако футболист также, как и в прошлых клубах, так и не смог закрепиться в клубе, за первую половину сезона проведя за клуб 4 матча во всех турнирах, отличившись своей единственной результативной передачей. В феврале 2021 года футболист покинул английский клуб, расторгнув контракт по соглашению сторон.

### «Яро»
В феврале 2021 года футболист перешёл в финский клуб «Яро», с которым заключил однолетний контракт. Дебютировал за клуб футболист 9 мая 2021 года в матче против клуба ЕИФ, выйдя на замену на 61 минуте. В своём следующем матче 13 мая 2021 года против клуба «Клуби 04» отличился дебютным забитым голом. Также футболист выступал за финский клуб «Якобстад», который являлся фарм-клуб. На протяжении сезона футболист был одним из ключевых игроков клуба, отличившись 6 забитыми голами и результативной передачей. По итогу сезона вместе с клубом занял итоговое четвёртое место в чемпионате. Затем футболист покинул клуб по окончании срока действия контракта.

### ВПС
В феврале 2022 года футболист присоединился к финскому клубу ВПС, с которым заключил двухлетнее соглашение. Дебютировал за клуб 23 февраля 2023 года в матче Кубка финской лиги против клуба СИК. Свой дебютный матч в финском чемпионате футболист сыграл 2 апреля 2022 года против клуба «Оулу», выйдя на поле в стартовом составе. Дебютный гол за клуб футболист забил 25 мая 2022 года в матче Кубка Финляндии против клуба ВИС. Своим первым забитым голом в рамках чемпионата футболист отличился 2 июля 2022 года в матче против клуба «Оулу», также отличившись результативной передачей. Вместе с клубом вышел в финал чемпионата за право на участие в квалификациях Лиги конференций УЕФА, где по сумме матчей уступил клубу «Хака». На протяжении всего сезона футболист был одним из основных игроков клуба, отличившись 3 забитыми голами и 6 результативными передачами во всех турнирах.
Новый сезон футболист начал 11 февраля 2023 года с матча Кубка финской лиги против клуба «Оулу». Первый матч в чемпионате футболист сыграл 19 апреля 2023 года в матче против клуба «Хонка», выйдя на поле в стартовом составе. Своим первым в сезоне забитым голом футболист отличился 23 июля 2023 года в матче против клуба «Хака». По итогу основного этапа чемпионата футболист вместе с клубом вышел в чемпионский раунд, где стал бронзовым призёром и отправился в раунд плей-офф за право участия в квалификациях Лиги конференций УЕФА. В финале футболист вместе с клубом по сумме матчей победил клуб «Хонка» и получил право участия в квалификациях в еврокубковом турнире. На протяжении всего сезона футболист был ключевым игроком клуба, отличившись 2 забитыми голами и 2 результативными передачами. По окончании срока действия контракта футболист покинул клуб.

### «Шериф»
В конце декабря 2023 года футболист на правах свободного агента присоединился к молдавскому «Шерифу». В январе 2024 года футболист был официально представлен в молдавском клубе. Дебютировал за клуб футболист 3 марта 2024 года в четвертьфинальном матче Кубка Молдовы против кишинёвской «Виктории», выйдя на поле в стартовом составе. Первый матч в чемпионате за клуб футболист сыграл 9 марта 2024 года против клуба «Дачия-Буюкань», выйдя на поле в стартовом составе. Вместе с клубом футболист дошёл до полуфинала Кубка Молдовы, где по сумме матчей уступили кишинёвскому клубу «Зимбру». По итогу сезона футболист вместе с клубом стал серебряным призёром чемпионата. На протяжении сезона футболист выступал за клуб в роли одного из основных игроков, однако результативными действиями не отличился. В начале следующего сезона футболист выбыл из-за травмы, так и не вернувшись в расположение тираспольского клуба. В январе 2025 года футболист официально покинул клуб.

### ВПС
В марте 2025 года футболист на правах свободного агента вернулся в финский клуб ВПС, подписав контракт до конца сезона. Первый матч за клуб футболист сыграл 5 апреля 2025 года против клуба «Оулу», выйдя на замену в начале второго тайма. Первым забитым голом за клуб футболист отличился в своём следующем матче 11 апреля 2025 года против клуба КТП. В матче 12 мая 2025 года против клуба СИК футболист получил травму, выбыв из распоряжения клуба на длительный срок.

## Достижения
«Суиндон Таун»
- Победитель Лиги 2: 2019/20